# Drumanagh

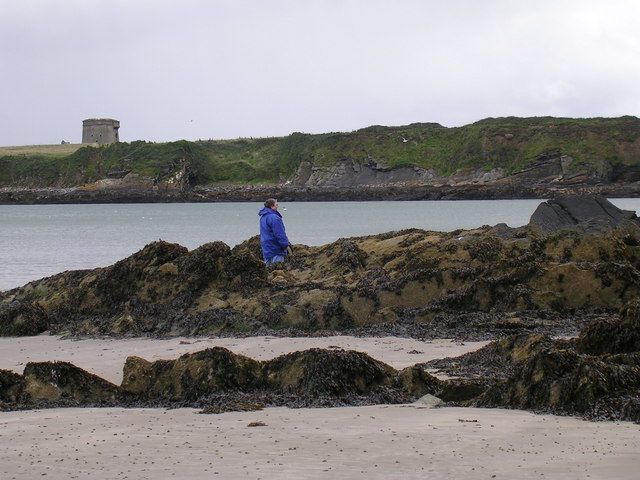
Drumanagh (mit dem Martello-Tower im Hintergrund)

Drumanagh (irisch Droim Meánach) ist ein 1994 unter Schutz gestelltes irisches Promontory Fort. Es liegt bei Haystown im County Fingal nördlich von Dublin auf einem sich in Privatbesitz befindenden Plateau über der Irischen See. Auf der Halbinsel steht auch ein Martello-Turm.
Auf der Landzunge von Drumanagh liegen die Überreste des größten Promontory Forts Irlands. Der Komplex ist etwa 10,0 Hektar groß und wird auf drei Seiten von hohen Klippen geschützt. Auf der Westseite begrenzt ein System hoher Wälle die ganze Breite des Vorgebirges.
Drumanagh ist nicht ausgegraben worden. Es wird angenommen, dass es in der späten Bronze- und der frühen Eisenzeit genutzt wurde. Luftbilder zeigen eine Anzahl Umrisse, die von Gebäuden oder Einhegungen stammen. Da Artefakte römischen Ursprungs auf dem Plateau gefunden wurden, gibt es eine umfangreiche Literatur mit Spekulationen darüber, dass die von Großbritannien kommenden Römer hier einen Stützpunkt hatten. Aus archäologischer Sicht kann eine Besetzung durch römische Truppen oder die Einrichtung eines Handelspostens bislang nicht belegt werden. Auch literarisch ist die Anwesenheit der Römer in Irland unbelegt.